# Felipe de la Rosa
Felipe Jiménez de la Rosa (Valladolid, 26 de enero de 1936) es un dibujante de historieta e ilustrador español.

## Trayectoria
Mediante influencia de sus hermanos se aficionó a la historieta en su infancia. Estudió bellas artes y comenzó a exponer con tan sólo 18 años. A comienzo de los años 60 se trasladó a Madrid y allí continuó su formación. También en este periodo entra en contacto con artistas de historieta de la capital.
En 1965 consigue trabajo como dibujante publicitario mediante una agencia. Posteriormente se une a la agencia de sindicación barcelonesa Selecciones Ilustradas. Desde sus filas comenzó a publicar historietas de horror en Estados Unidos para las revistas de la editorial Skywald Scream y Nightmare, con guiones de Al Hewetson, Ed Fedory y Doug Moench.
Estas historietas serían publicadas más tarde en España en las revistas Dossier Negro, Vampus, Rufus, S.O.S. y Delta 99 (revista). Tras este periodo abandonó la historieta para centrarse en la ilustración publicitaria. Posteriormente trabajó para RTVE como ilustrador.

## Obra[2]
Ediciones en Estados Unidos
- Nightmare n.º 8 (ago 72): Snow-Bound! (Ed Fedory / Felipe de la Rosa), 8 p.
- Nightmare n.º 9 (oct 72): The Guillotine (Al Hewetson / Felipe de la Rosa), 1 p.
- Nightmare n.º 10 (dic 72): Black Communion (Ed Fedory / Felipe de la Rosa), 8 p.
- Nightmare n.º 13 (jun 73): The Mad Nightmare World Of H. P. Lovecraft (Al Hewetson / Felipe de la Rosa), 2 p.
- Nightmare n.º 14 (ago 73): The Diary Of An Absolute Lunatic (Al Hewetson / Felipe de la Rosa), 10 p.
- Nightmare 1973 Winter Special: Wheter Man or Scarecrow (Al Hewetson / Felipe de la Rosa)

- Psycho n.º 8 (sep 72): The Human Gargoyles, part 1: A Gargoyle—A Man, (Al Hewetson / Felipe de la Rosa), 10 p.
- Psycho n.º 9 (nov 72): A Plot Of Dirt, (Doug Moench / Felipe de la Rosa), 10 p.
- Psycho n.º 11 (mar 73): …and it whispered… and it wept… and it did shudder… and it did die…, (Al Hewetson / Felipe de la Rosa), 7 p.
- Psycho n.º 12 (may 73): Studies In Horror, (Al Hewetson / Felipe de la Rosa), 2 p.
- Psycho n.º 13 (jul 73): The Day Satan Died, (Al Hewetson / Felipe de la Rosa), 8 p.
- Psycho n.º 14 (sep 73): A Man Who Dare Not Sleep!, (Ed Fedory / Felipe de la Rosa), 5 p.
- Psycho n.º 15 (nov 73): I Laugh The Laugh Of The Graceful Dead!, (Al Hewetson / Felipe de la Rosa), 5 p.
- Psycho n.º 16 (ene 74): A Tale In Old Egypt: The Premature Burial, (Al Hewetson / Felipe de la Rosa), 2 p.
- Psycho n.º 17 (mar 74): These Are The Things That Are Dead, (Al Hewetson / Felipe de la Rosa), 8 p. (historia acreditada a Howie Anderson)
- Psycho n.º 18 (may 74): The Rats, (Al Hewetson / Felipe de la Rosa), 10 p.

- Scream n.º 1 (ago 73): Weird Count, Black Vampire Bats And Lunatic Horrors (Al Hewetson / Felipe de la Rosa), 5 p.
- The Strange Painting Of Jay Crumb (Al Hewetson / Felipe de la Rosa), 5 p.
- Scream n.º 2 (oct 73): I Was A Vampire For Hire (Al Hewetson / Felipe de la Rosa), 10 p.
- A Gothic Fairy Tale: A Tale Of 2 Macabre Snakes (Al Hewetson / Felipe de la Rosa) 1 p. (en la contracubierta)

Ediciones en España
- 1972, Dossier Negro, revista de historietas del sello Ibero Mundial de Ediciones / Ediciones Delta / Ediciones Zinco S.A., en los nºs Ext.2, Ext.3, Ext.4, 39, 48, 54, 56, 57, 61, 63, 66, 67, 72, 129
- 1973, Vampus, revista de historietas del sello Ibero Mundial de Ediciones / Garbo Editorial S.A., en los nºs 19, 25, 53, 61, 66, 70
- 1974, Rufus, revista de historietas del sello Ibero Mundial de Ediciones / Garbo Editorial S.A., en el n.º 17
- 1975, S.O.S., revista de historietas del sello Editorial Valenciana S.A., en el n.º 1
- 1980, Delta, revista de historietas del sello Delta / Gyesa, en el n.º 3